# Brody (gmina w województwie świętokrzyskim)
Brody (do 1954 gmina Styków) – gmina wiejska w województwie świętokrzyskim, w powiecie starachowickim.
Od 2024 wójtem gminy jest Ernest Kumek.
W latach 1975–1998 gmina administracyjnie należała do województwa kieleckiego.
Siedzibą gminy są Brody.

## Turystyka
Na terenie gminy Brody są trzy rezerwaty przyrody i wiele pomników przyrody.
Ważnym atutem gminy jest Zalew Brodzki Jezioro Brodzkie
W 2019 roku powstało Centrum Turystyczne nad Zalewem Brodzkim, które w ofercie ma m.in. park linowy, place zabaw, miejsca uprawiania różnych dziedzin sportu, place zabaw.

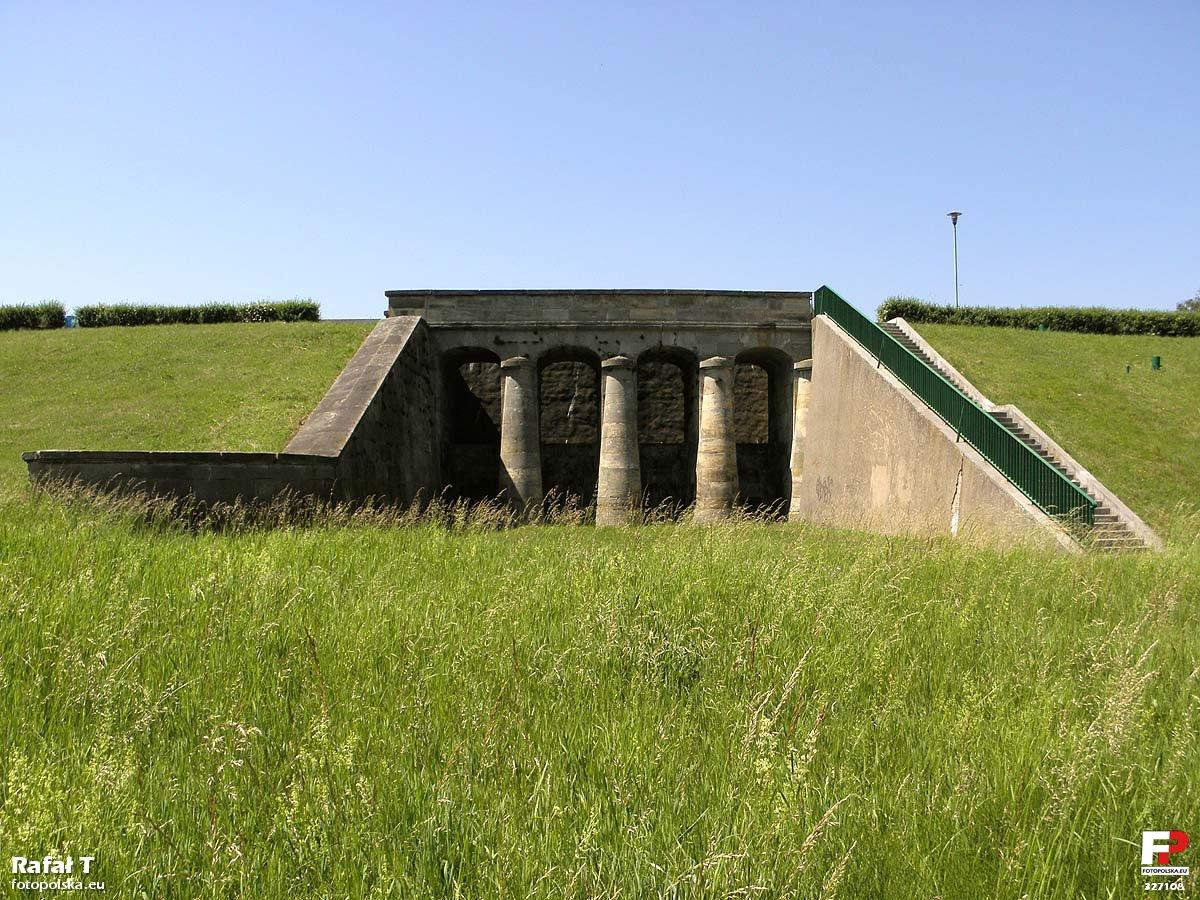
Pozostałości dawnych urządzeń piętrzących na rzece Kamiennej.

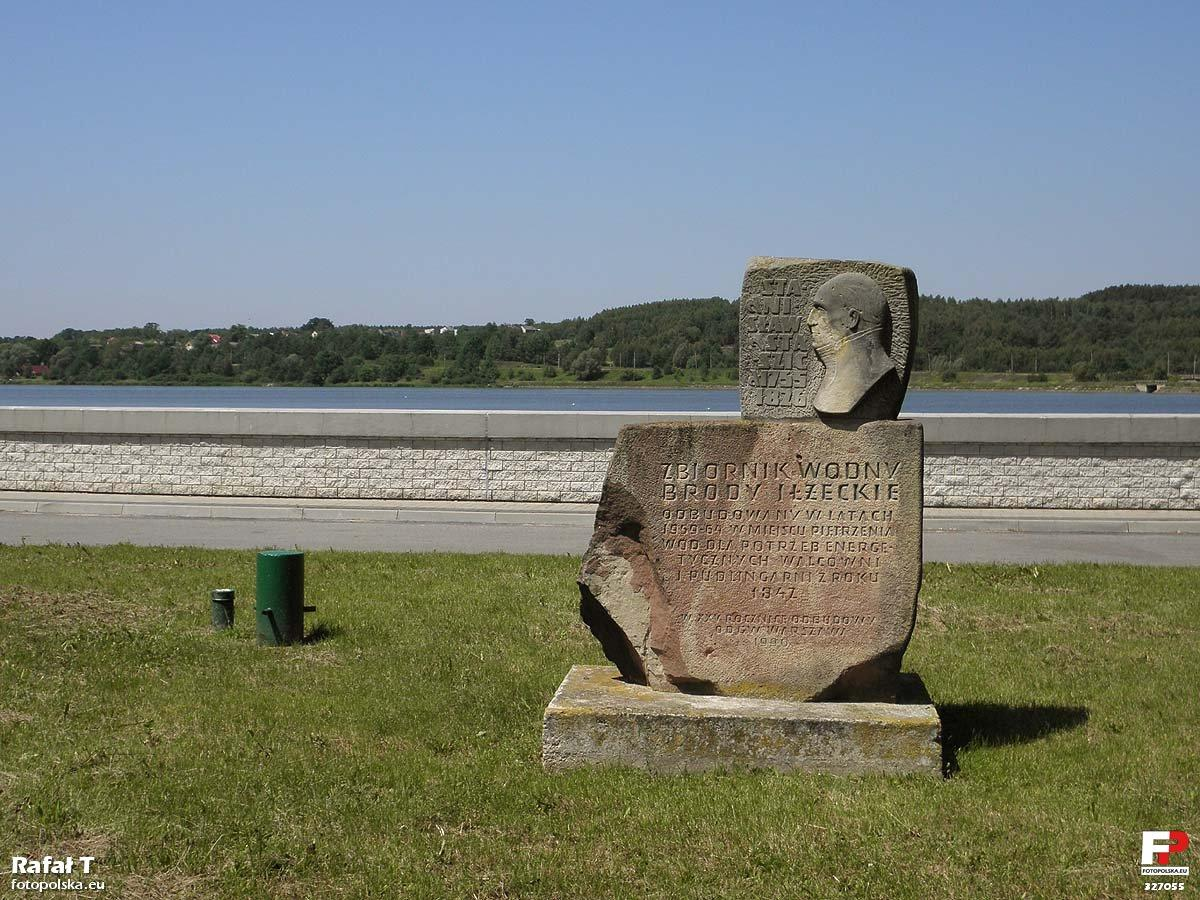
Głaz pamiątkowy przy zaporze na rzece Kamiennej.

## Struktura powierzchni
Według danych z roku 2002 gmina Brody ma obszar 161,3 km², w tym:
- użytki rolne: 23%
- użytki leśne: 69%

Gmina stanowi 30,82% powierzchni powiatu.

## Demografia
Tab. 1. Dane z 31 grudzień 2020: 
Według stanu z 31.12.2019r., gminę zamieszkiwało 10743 osoby.
| Opis                              | Ogółem | Ogółem | Kobiety | Kobiety | Mężczyźni | Mężczyźni |
| --------------------------------- | ------ | ------ | ------- | ------- | --------- | --------- |
| jednostka                         | osób   | %      | osób    | %       | osób      | %         |
| populacja                         | 10743  | 100    | 5480    | 51      | 5263      | 49        |
| gęstość zaludnienia (mieszk./km²) | 66,9   | 66,9   |         |         |           |           |

## Miejscowości
| Tab. 2. Miejscowości podstawowe oraz ich integralne części w administracji gminy Brody, z wyrażeniem ich położenia geograficznego. | Tab. 2. Miejscowości podstawowe oraz ich integralne części w administracji gminy Brody, z wyrażeniem ich położenia geograficznego. | Tab. 2. Miejscowości podstawowe oraz ich integralne części w administracji gminy Brody, z wyrażeniem ich położenia geograficznego. | Tab. 2. Miejscowości podstawowe oraz ich integralne części w administracji gminy Brody, z wyrażeniem ich położenia geograficznego. | Tab. 2. Miejscowości podstawowe oraz ich integralne części w administracji gminy Brody, z wyrażeniem ich położenia geograficznego. |
| SIMC | Nazwa miejscowości | Rodzaj miejscowości | Miejscowość podstawowa lub statystyczna                                                                                            | Położenie geograficzne |
| --- | --- | --- | --- | --- |
| 0230622 | Adamów | wieś | | 51°01′12″N 21°08′57″E/51,020000 21,149167                                                                                          |
| 0230674 | Bór Kunowski | wieś | | 51°01′15″N 21°16′20″E/51,020833 21,272222                                                                                          |
| 0230740 | Brody | wieś | | 51°01′29″N 21°13′12″E/51,024722 21,220000                                                                                          |
| 0230757 | Brody Fabryczne | część wsi | Brody | 51°01′11″N 21°12′08″E/51,019722 21,202222                                                                                          |
| 0230823 | Budy Brodzkie | wieś | | 51°02′26″N 21°13′45″E/51,040556 21,229167                                                                                          |
| 0231047 | Czarne Pole | część wsi | Lipie | 51°04′09″N 21°07′29″E/51,069167 21,124722                                                                                          |
| 0231107 | Czworaki | osada leśna wsi | Lubienia | 51°03′04″N 21°10′47″E/51,051111 21,179722                                                                                          |
| 0231202 | Działki | wieś | Młynek | 51°02′16″N 21°12′47″E/51,037778 21,213056                                                                                          |
| 0230830 | Dziurów | wieś | | 51°00′53″N 21°07′46″E/51,014722 21,129444                                                                                          |
| 1019154 | Gajówka Bór Kunowski | osada leśna wsi | Bór Kunowski | 51°01′20″N 21°15′52″E/51,022222 21,264444                                                                                          |
| 1019160 | Gajówka Czarne Pole | osada leśna wsi | Lipie | 51°04′02″N 21°07′37″E/51,067222 21,126944                                                                                          |
| 1019177 | Gajówka Henryk | osada leśna | Henryk | 51°02′44″N 21°09′47″E/51,045556 21,163056                                                                                          |
| 0230964 | Gajówka Kałków | osada leśna wsi | Krynki | 50°58′37″N 21°10′10″E/50,976944 21,169444                                                                                          |
| 1019183 | Gajówka Karczma Kunowska | osada leśna wsi | Bór Kunowski | 51°01′46″N 21°17′44″E/51,029444 21,295556                                                                                          |
| 1019190 | Gajówka Klamocha | osada leśna wsi | Lubienia | 51°03′27″N 21°14′21″E/51,057500 21,239167                                                                                          |
| 0230970 | Gajówka Krynki | osada leśna wsi | Krynki | 51°00′14″N 21°11′41″E/51,003889 21,194722                                                                                          |
| 1019208 | Gajówka Lubienik | osada leśna wsi | Bór Kunowski | 50°59′41″N 21°17′10″E/50,994722 21,286111                                                                                          |
| 1019214 | Gajówka Ruda | osada leśna wsi | Ruda | 51°00′50″N 21°09′53″E/51,013889 21,164722                                                                                          |
| 0230697 | Gajówka Staw Kunowski | osada leśna wsi | Bór Kunowski | 51°00′28″N 21°15′01″E/51,007778 21,250278                                                                                          |
| 1019220 | Gajówka Styków | osada leśna wsi | Styków | 51°01′58″N 21°09′05″E/51,032778 21,151389                                                                                          |
| 0231113 | Gajówka Tatry | osada leśna wsi | Brody | 51°01′55″N 21°13′29″E/51,031944 21,224722                                                                                          |
| 1019237 | Gajówka Zębiec | osada leśna wsi | Lubienia | 51°04′16″N 21°07′25″E/51,071111 21,123611                                                                                          |
| 0230846 | Gołańka | część wsi | Dziurów | 51°00′51″N 21°08′18″E/51,014167 21,138333                                                                                          |
| 0230770 | Górki k. Brodów | wieś | Brody | 51°01′25″N 21°11′37″E/51,023611 21,193611                                                                                          |
| 0231219 | Górki k. Młynka | wieś | Młynek | 51°01′42″N 21°11′21″E/51,028333 21,189167                                                                                          |
| 0230875 | Henryk | wieś | Lubienia | 51°02′46″N 21°09′43″E/51,046111 21,161944                                                                                          |
| 0231053 | Henryk-Szyb | osada wsi | Lipie | 51°03′20″N 21°07′42″E/51,055556 21,128333                                                                                          |
| 0230881 | Jabłonna | wieś | | 50°59′24″N 21°09′09″E/50,990000 21,152500                                                                                          |
| 0230705 | Karczma Kunowska | osada wsi | Bór Kunowski | 51°01′40″N 21°17′51″E/51,027778 21,297500                                                                                          |
| 0230711 | Kitowiny | wieś | Bór Kunowski | 51°01′44″N 21°16′27″E/51,028889 21,274167                                                                                          |
| 0231120 | Klepacze | osada wsi | Lubienia | 51°02′44″N 21°16′38″E/51,045556 21,277222                                                                                          |
| 0230763 | Komorniki | część wsi | Brody | 51°01′15″N 21°11′39″E/51,020833 21,194167                                                                                          |
| 0231082 | Komorniki | część wsi | Lubienia | 51°03′25″N 21°10′45″E/51,056944 21,179167                                                                                          |
| 0231248 | Komorniki | część wsi | Ruda | 51°00′43″N 21°10′19″E/51,011944 21,171944                                                                                          |
| 0230906 | Krynki | wieś | | 51°00′22″N 21°11′45″E/51,006111 21,195833                                                                                          |
| 0230912 | Krynki Duże | część wsi | Krynki | 51°00′28″N 21°12′49″E/51,007778 21,213611                                                                                          |
| 0230929 | Krynki Małe | część wsi | Krynki | 51°00′23″N 21°11′27″E/51,006389 21,190833                                                                                          |
| 0230993 | Kuczów | wieś | | 51°00′11″N 21°07′27″E/51,003056 21,124167                                                                                          |
| 0231136 | Kutery | osada wsi | Lubienia | 51°03′29″N 21°14′23″E/51,058056 21,239722                                                                                          |
| 0231001 | Lepak | część wsi | Kuczów | 50°59′51″N 21°07′06″E/50,997500 21,118333                                                                                          |
| 0230987 | Leśniczówka Nietulisko | osada leśna wsi | Krynki | 50°59′04″N 21°11′41″E/50,984444 21,194722                                                                                          |
| 0230728 | Leśniczówka Połągiew | osada leśna wsi | Bór Kunowski | 51°01′19″N 21°14′25″E/51,021944 21,240278                                                                                          |
| 0231030 | Lipie | wieś | | 51°04′22″N 21°07′35″E/51,072778 21,126389                                                                                          |
| 1065668 | Listki | przysiółek wsi | Lubienia | 51°02′39″N 21°17′02″E/51,044167 21,283889                                                                                          |
| 0231076 | Lubienia | wieś | | 51°03′12″N 21°11′28″E/51,053333 21,191111                                                                                          |
| 0230734 | Lubienik | osada wsi | Bór Kunowski | 50°59′29″N 21°17′09″E/50,991389 21,285833                                                                                          |
| 0231366 | Łąki | część wsi | Styków | 50°59′59″N 21°09′13″E/50,999722 21,153611                                                                                          |
| 0230898 | Majorat | część wsi | Jabłonna | 50°59′22″N 21°09′30″E/50,989444 21,158333                                                                                          |
| 0231194 | Młynek | wieś | | 51°02′07″N 21°11′52″E/51,035278 21,197778                                                                                          |
| 0231142 | Myszki | osada wsi | Lubienia | 51°02′38″N 21°17′59″E/51,043889 21,299722                                                                                          |
| 0230935 | Nad Kanałem | część wsi | Krynki | 51°00′36″N 21°13′31″E/51,010000 21,225278                                                                                          |
| 0231308 | Nad Kanałem | część wsi | Rudnik | 51°00′10″N 21°13′47″E/51,002778 21,229722                                                                                          |
| 0231159 | Nadleśnictwo Lubienia | osada wsi | Lubienia | 51°03′02″N 21°10′44″E/51,050556 21,178889                                                                                          |
| 0231254 | Pastwiska | część wsi | Ruda | 51°01′15″N 21°10′06″E/51,020833 21,168333                                                                                          |
| 0231314 | Piachowa Góra | część wsi | Rudnik | 50°59′47″N 21°13′53″E/50,996389 21,231389                                                                                          |
| 0230680 | Pod Lasem | osada wsi | Bór Kunowski | 51°01′02″N 21°16′19″E/51,017222 21,271944                                                                                          |
| 0230941 | Pod Szosą | część wsi | Krynki | 51°00′49″N 21°11′14″E/51,013611 21,187222                                                                                          |
| 0231165 | Podlesie | przysiółek wsi | Lubienia | 51°03′38″N 21°11′59″E/51,060556 21,199722                                                                                          |
| 0231372 | Podlesie | część wsi | Styków | 51°00′38″N 21°08′58″E/51,010556 21,149444                                                                                          |
| 0231060 | Podłaziska | wieś | Lipie | 51°04′47″N 21°08′29″E/51,079722 21,141389                                                                                          |
| 0230639 | Polesie-Kolonia | część wsi | Adamów | 51°01′20″N 21°08′57″E/51,022222 21,149167                                                                                          |
| 0231099 | Połać | część wsi | Lubienia | 51°02′50″N 21°11′24″E/51,047222 21,190000                                                                                          |
| 0230786 | Połągiew | wieś | Brody | 51°01′12″N 21°14′13″E/51,020000 21,236944                                                                                          |
| 0231337 | Pozorek | część wsi | Staw Kunowski | 51°00′18″N 21°14′50″E/51,005000 21,247222                                                                                          |
| 0231225 | Przymiarki | wieś | Młynek | 51°02′47″N 21°12′21″E/51,046389 21,205833                                                                                          |
| 0231343 | Rejzmanówka | część wsi | Staw Kunowski | 51°00′19″N 21°15′34″E/51,005278 21,259444                                                                                          |
| 0231231 | Ruda | wieś | | 51°01′06″N 21°10′28″E/51,018333 21,174444                                                                                          |
| 0231260 | Ruda Duża | część wsi | Ruda | 51°01′08″N 21°10′23″E/51,018889 21,173056                                                                                          |
| 0231277 | Ruda Mała | część wsi | Ruda | 51°01′02″N 21°09′59″E/51,017222 21,166389                                                                                          |
| 0231290 | Rudnik | wieś | | 51°00′00″N 21°13′49″E/51,000000 21,230278                                                                                          |
| 0231283 | Ruśna | przysiółek wsi | Brody | 51°01′35″N 21°11′09″E/51,026389 21,185833                                                                                          |
| 0230645 | Skała | część wsi | Adamów | 51°01′53″N 21°09′20″E/51,031389 21,155556                                                                                          |
| 0231320 | Staw Kunowski | wieś | | 51°00′05″N 21°15′13″E/51,001389 21,253611                                                                                          |
| 0230792 | Stoczki | przysiółek wsi | Brody | 51°01′50″N 21°13′45″E/51,030556 21,229167                                                                                          |
| 0231350 | Styków | wieś | | 50°59′59″N 21°09′02″E/50,999722 21,150556                                                                                          |
| 0230651 | Styków-Kolonia | część wsi | Adamów | 51°01′38″N 21°09′23″E/51,027222 21,156389                                                                                          |
| 1019243 | Suszarnia | osada leśna wsi | Lubienia | 51°03′03″N 21°10′40″E/51,050833 21,177778                                                                                          |
| 0231024 | Świerta | część wsi | Kuczów | 51°00′00″N 21°08′11″E/51,000000 21,136389                                                                                          |
| 0230800 | Tatry | wieś | Brody | 51°01′49″N 21°12′56″E/51,030278 21,215556                                                                                          |
| 0230668 | Trojak | część wsi | Adamów | 51°01′45″N 21°08′39″E/51,029167 21,144167                                                                                          |
| 0230852 | Warszawka | część wsi | Dziurów | 51°01′17″N 21°07′32″E/51,021389 21,125556                                                                                          |
| 0230817 | Zajazd Brody | osada wsi | Brody | 51°01′00″N 21°12′01″E/51,016667 21,200278                                                                                          |
| 0230958 | Zakanale | wieś | Krynki | 51°00′27″N 21°13′42″E/51,007500 21,228333                                                                                          |
| 0231171 | Zawały | osada wsi | Lubienia | 51°03′40″N 21°11′58″E/51,061111 21,199444                                                                                          |
| 0231188 | Zębiec | osada wsi | Lubienia | 51°04′50″N 21°13′25″E/51,080556 21,223611                                                                                          |
| 0230869 | Złotki | część wsi | Dziurów | 51°01′03″N 21°07′33″E/51,017500 21,125833                                                                                          |
| Źródła: Wykaz urzędowych nazw miejscowości i ich części(xls),Zbiory danych państwowego rejestru nazw geograficznych -2025-03-24    | | | | |

## Wydarzenia
W związku z orzeczeniem Naczelnego Sądu Administracyjnego Andrzej Śliwa stracił 20 czerwca 2008 r. stanowisko wójta gminy. 30 czerwca 2008 zarządzono przedterminowe wybory wójta wyznaczone na dzień 24 sierpnia 2008.

## Sołectwa
Adamów, Bór Kunowski, Brody, Budy Brodzkie, Dziurów, Jabłonna, Krynki, Kuczów, Lipie, Lubienia, Młynek, Przymiarki, Ruda, Rudnik, Staw Kunowski, Styków
Pozostałe miejscowości podstawowe: Działki, Górki k. Brodów, Górki k. Młynka, Henryk, Kitowiny, Podłaziska, Połągiew, Tatry, Zakanale.

## Sąsiednie gminy
Iłża, Kunów, Mirzec, Pawłów, Rzeczniów, Sienno, Starachowice, Wąchock